# 冬月かえで
冬月 かえで（ふゆつき かえで、1988年9月14日 - ）は、日本の元AV女優。ティーパワーズ所属。

## 略歴
大阪府出身。
2007年12月にプレミアム専属女優としてAVデビュー。デビュー作は、AVグランプリ2008で、女優部門賞とパッケージデザイン優秀賞に選ばれた。AVデビュー前にレースクイーンとして活動していたことから、活動初期はそれにちなんだ作品が多かった。
2012年1月より専属を離れ、同じアウトビジョングループのアイデアポケットやアタッカーズの作品に出演。
アダルトビデオ30周年記念企画（AV30）として2012年1月5日 - 2月29日に行われた人気投票で85位に選ばれた。
2013年10月14日の公式ブログで、所属事務所をアットハニーズからティーパワーズに移籍していたことを報告。
2014年6月よりプレステージ専属となる。
2014年12月に発足したAV女優によるアイドルグループ「SEXY-J」のメンバー（会員番号4）となり音楽活動を開始。ただ、2016年になって「SEXY-J」の公式ページから事前の予告なくプロフィールが削除された。
2015年、DMMアダルトアワード2015「最優秀女優賞」にノミネート。
2016年5月をもってプレステージの専属を離れ、同年11月よりムーディーズ専属となる。
2017年3月を最後に新作の発売がなくなる。

## 出演作品

### アダルトDVD
- 現役レースクイーン絶頂潮吹きAVデビュー!!（12月7日、プレミアム）

- 実録!リアルレースクイーンの性（1月7日、プレミアム）
- 現役レースクイーン×プレミアデジタルモザイク（2月7日、プレミアム）
- レースクイーンの犯され願望。 強制放尿、潮吹き、輪姦。（3月7日、プレミアム）
- レースクイーンはフェラチオがお好き。（4月7日、プレミアム）
- 現役レースクイーンの大量潮吹き165連発スペシャル!（5月7日、プレミアム）
- 現役レースクイーンの6本番スペシャル×ハイパープレミアデジタルモザイク4時間（6月7日、プレミアム）
- ドMレースクイーン連続失禁オルガズム（7月7日、プレミアム）
- PREMIUM STYLISH SOAP 〜プレミアムソープへようこそ〜（8月7日、プレミアム）
- ザーメン・グリッター 01（9月7日、プレミアム）
- 冬月かえでの美尻、フェラチオ、超接写。（10月7日、プレミアム）
- 哀願イラマチオ（11月7日、プレミアム）
- 痙攣、輪姦、絶頂ドラッグ。（12月7日、プレミアム）

- 教えて!冬月先生!（1月7日、プレミアム）
- 犯されたレースクイーン（2月7日、プレミアム）
- 冬月かえでがサポート アナタのオナニータイム 180分スペシャル（3月7日、プレミアム）
- 冬月かえでの羞恥心。（4月7日、プレミアム）
- 失禁お漏らし女教師（5月7日、プレミアム）
- THE PREMIUM V.I.P（6月7日、プレミアム）
- 冬月かえで顔面騎乗スペシャル（7月7日、プレミアム）
- マイ・フェラ・レディ（8月7日、プレミアム）
- 家庭教師の誘惑（9月7日、プレミアム）
- THE PREMIUM V.I.P 未公開ソロFUCK×4&8P乱交プレミアム完全版（10月7日、プレミアム）
- エゴマゾ。（10月7日、プレミアム）
- 冬月かえでが100%彼女目線でアナタとHな同棲生活。（11月7日［DVD］/12月1日［Blu-ray］、プレミアム）
- エルドラド 〜放尿、潮吹きの泉〜（12月7日、プレミアム）

- 冬月かえで・崩壊（1月7日、プレミアム）
- 淫・女尻（2月7日、プレミアム）
- 美人妻・かえでの痴態 夫の前で寝取られて（3月7日、プレミアム）
- 裏エルドラド 〜恥辱の放尿、潮吹き編〜 潮吹きダイジェスト付き（4月7日、プレミアム）
- 冬月かえで BEST 8時間プレミアム VOL.1（4月7日、プレミアム）※総集編
- 冬月かえでのやりすぎ痴女（5月7日、プレミアム）
- お義姉さんの誘惑 〜淫らな兄嫁と、ひとつ屋根の下〜（6月7日、プレミアム）
- 失禁、潮吹きナース（7月7日、プレミアム）
- プレミアム・レズビアン（8月7日、プレミアム）
- 冬月かえでの手コキ・淫語・誘惑痴女（9月7日、プレミアム）
- 濃厚、密着、セックス。（10月7日、プレミアム）
- 接吻、フェラチオ、全身リップ。（11月7日、プレミアム）
- ノーパン女教師（12月7日、プレミアム）

- 兄嫁いじり 〜義姉さんは性玩具〜（1月7日、プレミアム）
- 美尻×美脚、パンストフェティシズム。（2月7日、プレミアム）
- 美画裸 〜BIERA〜（3月7日、プレミアム）
- 冬月かえでと恋人気分でHなバーチャルデート（4月7日、プレミアム）
- 失禁OL痴漢地獄（5月7日、プレミアム）
- お痴っ娘大放尿（6月7日、プレミアム）
- 口淫ワイセツ 180分スペシャル（7月7日、プレミアム）
- 冬月かえでが200%彼女目線とむっちゃカワイイ関西弁でアナタとHな同棲生活。（8月7日、プレミアム）
- 放尿、潮吹き、大失禁、3D（9月7日［DVD,Blu-ray］、プレミアム）
- 監禁拘束イカセ24時間（10月7日、プレミアム）
- 冬月かえでの連続ヌキ痴女（11月7日、プレミアム）
- プレミアム・ビューティー 大量失禁×放尿×3D（12月7日［DVD,Blu-ray］、プレミアム）

- DIGITAL CHANNEL DC88（1月1日、アイデアポケット）
- 冬月かえでの濃厚な接吻とSEX（2月1日、アイデアポケット）
- 冬月かえで PREMIUM BOX 4枚組16時間（2月7日［DVD,Blu-ray］、プレミアム）※総集編
- 見つめ合って感じ合う情熱SEX（3月1日、アイデアポケット）
- アタッカーズ全面監修 夫の目の前で犯されて（9月1日、アイデアポケット）
- かえで先生の誘惑授業（10月1日、アイデアポケット）
- 僕とかえでの甘〜い性活（11月1日、アイデアポケット）
- 性玩具密売オークションにかけられた女（12月1日、アイデアポケット）

- 狙われたOL…ストーカー痴漢（1月1日、アイデアポケット）
- ほろ酔いSEX（2月1日、アイデアポケット）
- 冬月かえでPREMIUM BOX 2 6枚組24時間（2月7日、プレミアム）※総集編
- 秘密女捜査官 〜堕ちゆく誇り高き美人エージェント〜（3月1日、アイデアポケット）
- 精子吸引バキュームフェラチオ（4月1日、アイデアポケット）
- 国際指名手配犯 痴女三姉妹 〜これが私達の性義〜（5月19日［DVD,Blu-ray］、アイデアポケット）
- WINTER MOON 冬月かえで Special Box 8時間（6月19日［DVD,Blu-ray］、アイデアポケット）※総集編
- 犯された美人過ぎる女教師（7月19日、アイデアポケット）
- 究極の尻フェチマニアックス（8月19日、アイデアポケット）
- あなた、許して…。 －隣の男に犯されて5－（9月7日、アタッカーズ）
- 受付嬢盗撮 暴かれた日常 淫らな着信に濡れて（10月7日、アタッカーズ）
- 冬月かえで PREMIUM BOX 100本番スペシャル 6枚組24時間（10月7日、プレミアム）※総集編
- いきなりSEX えっ?今ここでですか?（11月1日、アイデアポケット）
- 美脚RQの甘い誘惑（12月19日、アイデアポケット）

- あなたに愛されたくて。（1月7日、アタッカーズ）
- フェラだけでイカせてあげる 冬月かえでのフェラチオ 8時間SPECIAL!!（1月19日、アイデアポケット）※総集編
- 暴虐人妻狩り（2月7日、アタッカーズ）
- 美しき極道の女（3月19日、アイデアポケット）
- ゴージャステクニシャン 貸切スイートルーム（4月19日、アイデアポケット）
- 美人図書館員の消したい過去（5月19日、アイデアポケット）
- 新・絶対的美少女、お貸しします。 ACT.22（6月3日、プレステージ）
- 天然成分由来 冬月かえで汁120% 冬月かえでの体液（7月1日、プレステージ）
- 冬月かえでのMy現場リポート! 〜アダルトビデオの裏側お見せします〜（8月1日、プレステージ）
- 冬月かえで、満足度満点新人ソープ DX（9月2日、プレステージ）
- 性癖スイッチ（10月1日、プレステージ）
- PREMIUM BEST 絶品ボディ&極上テクニック12時間 冬月かえで（10月7日、プレミアム）※総集編
- 人生初・トランス状態 激イキ絶頂セックス（11月1日、プレステージ）
- ATTACKERS PRESENTS THE BEST OF 冬月かえで（11月7日、アタッカーズ）※総集編
- 絶対的下から目線 おもてなし庵 凄腕小町 冬月かえで（12月2日、プレステージ）
- プレステージ専属女優 in おもてなしツーリスト!!（12月2日、プレステージ）

- 俺達の痴漢専用ペット（1月1日、プレステージ）
- 冬月かえでの極上筆おろし（2月3日、プレステージ）
- 冬月かえでの、いっぱいコスって萌えてイこう!（3月3日、プレステージ）
- THE BEST ELEVEN 輝き続ける8時間 Winter Moon（3月19日、アイデアポケット）※総集編
- 新・出張、全裸家政婦。（4月1日、プレステージ）
- 冬月かえでのエスカレートし過ぎる無茶ぶり逆ナンパ（5月2日、プレステージ）
- 冬月かえで 8時間 BEST PRESTIGE PREMIUM TREASURE VOL.01（5月13日、プレステージ）※総集編
- 風俗タワー 性感フルコース 3時間SPECIAL（6月1日、プレステージ）
- 美しいお嬢様の卑猥なる飼育（7月1日、プレステージ）
- 究極の美脚RQ 冬月かえで 16時間（7月19日、ROOKIE）※総集編
- 絶頂ランジェリーナ 4（8月1日、プレステージ）
- 働く痴女系お姉さん（9月2日、プレステージ）
- 部活の先生は、僕達の性処理ペット。 013（10月1日、プレステージ）
- 変態ペット付き不動産 冬月かえで付き賃貸物件 物件File.05（11月2日、プレステージ）
- ボクを好き過ぎるボクだけの冬月かえで（12月1日、プレステージ）

- 発情誘惑インストラクター 03（1月1日、プレステージ）
- 冬月かえでがご奉仕しちゃう♥超最新やみつきエステ（2月1日、プレステージ）
- NEW WATER POLE（3月2日、プレステージ）
- 彼女のお姉さんは、誘惑ヤリたがり娘。（4月1日、プレステージ）
- 冬月かえで 8時間 BEST PRESTIGE PREMIUM TREASURE VOL.02（4月9日、プレステージ）※総集編
- 冬月かえでとエスカレートし過ぎるドしろーと男がイク!! プレステージ的ファン感謝祭!!バスツア〜 プレステージ卒業SPECIAL（5月1日、プレステージ）
- スキャンダル ナンパお持ち帰りされた冬月かえで 盗撮映像 そのままAV発売!メーカー移籍をかけたイキすぎで巧妙な騙し隠し撮り撮影決行! Come Back!（6月19日、アイデアポケット）
- エスコートSEX 甘いヴァーチャル痴女の誘い ALL主観!全7コーナー! かえでの淫乱・淫語プレイ炸裂!（7月19日、アイデアポケット）
- New Spermania 大量口内射精!大量顔面ぶっかけ! 一週間オナ禁した男達の特濃ザーメン汁がビュンビュンほとばしる!（8月19日、アイデアポケット）
- 奴隷色のステージ 33（9月7日、アタッカーズ）
- 冬月かえで SUPER BEST 8時間（9月16日、GALLOP）※総集編
- 輪姦学校（10月13日、アタッカーズ）
- ねっとり中年オヤジと濃密汗だく交尾（11月19日、ムーディーズ）
- 超高級美クビレメイド（12月19日、ムーディーズ）

- 1日10回射精しても止まらないオーガズムSEX（1月25日、ムーディーズ）
- 地元のDQN達に彼女を奪われて何も出来ない僕。（2月25日、ムーディーズ）
- 尽きぬ欲 飽くなき快楽 ノーカット強欲乱交SEX 美女VS性獣 ノンストップ激交2時間10分 「ザーメン限界まで搾り射してあげる…」（3月7日、アイデアポケット）

### イメージDVD
- belle erable ベル・エラーブル（2015年11月20日、竹書房）

## テレビ出演
- おとなのびっくりクリニック 2（2010年1月、日本海テレビ） - マンスリーゲスト

## 写真集
- Maple（2014年10月8日、双葉社） - 撮影:TAKU

## CD
- シングル そのままの君でいて（2014年10月8日、FIRST MUSIC、オリコン最高137位）
  - c/w 恋におちて -Fall in love-